# Anton Chekhov
Die Anton Chekhov (russisch Антон Чехов, dt. Transkription: Anton Tschechow) ist das erste Flusskreuzfahrtschiff der Anton Chekhov-Klasse, Projekt Q-056, das im Jahr 1978 unter der Baunummer 713 auf der Österreichischen Schiffswerften AG Linz in Korneuburg/Österreich gebaut und am 30. Juni 1978 im Hafen Galați in Rumänien an den Auftraggeber, Wsessojusnoje objedinenije „Sudoimport“ (russ. Всесоюзное объединение "Судоимпорт"), für den Einsatz in Krasnojarsk am Jenissei übergeben wurde. Das Schiff wurde nach dem russischen Schriftsteller Anton Tschechow benannt und wird auf der Strecke Moskau – Rostow am Don eingesetzt. Das Schwesterschiff der Anton Chekhov ist die Lev Tolstoy (russisch Лев Толстой, dt. Transkription: Lew Tolstoi).

## Geschichte
Die in den 1970er Jahren im Westen für Petrodollar bestellten und gebauten Flusskreuzfahrtschiffe der Anton Chekhov-Klasse, Projekt Q-056, von der Österreichischen Schiffswerften AG Linz in Korneuburg/Österreich übertrafen alle bisher in der DDR und Tschechoslowakei hergestellten Fahrgastschiffe an Komfort und manchmal auch an Größe, obwohl die deutschen Schiffe des Projekts 302 – deutsche Bezeichnung BiFa 129М – eine Länge von 129 m haben. Dabei konnten die vorher gebauten Flusskreuzfahrtschiffe (einschließlich der Dreidecksschiffe der Rodina-Klasse (DDR) und Projekt 26–37 aus der Tschechoslowakei) damit gar nicht verglichen werden. Selbst diese hatten keine Chancen im Wettbewerb. Weder früher noch später waren solche Bestellungen von Flusskreuzfahrtschiffen in der Geschichte Russlands möglich. Ein Schwimmbad an Bord der sowjetischen Flotte konnte man nur auf den Schiffen, die in Österreich gebaut worden waren, finden.
Der Bau von zwei Schiffen, Auftrag Nr. 77-03/80010-111, wurde am 30. Dezember 1975 beauftragt, die Kiellegung fand am 4. November 1976 statt. Der Stapellauf erfolgte am 17. Juni 1977. Um die niedrigen Donau-Brücken passieren zu können, mussten nicht nur Aufbauten, Steuerhaus, Kinosaal und Schornstein abgebaut werden, sondern das Schiff noch mit über 300 Tonnen Wasser gefüllt werden, was auch nicht ausreichte, weshalb zunächst der Bug und anschließend das Heck noch tiefer gesenkt wurde. In Rumänien wurde das Schiff wieder zusammengebaut und an den Auftraggeber übergeben. Es gab drei Versuche, das supermoderne Schiff auf der Wolga bei der Reederei „Wolschskoje Retschnoje Parochodstwo“ (Wolga-Flussreederei) in Nischni Nowgorod fest vor Anker zu legen, da das Schiff den lokalen Parteifunktionären sehr gut gefiel. Noch dazu war das Schiff für den Weißmeer-Ostsee-Kanal zu breit, so musste die Anton Chekhov eine 13.000 km lange Reise unternehmen. Während in befreundeten Nachbarstaaten wie Finnland, Schweden und Dänemark keine Hindernisse entstanden, wurde die Überfahrt in norwegischen Gewässern von lokalen Behörden im Skagerrak verboten. Dank ihrer Hochseequalitäten und der Klasse „M“ (M wie „море“ gleich dt. „die See“) durchfuhr die Anton Chekhov das Eismeer über Dikson und landete am 7. September schon in Dudinka am Jenissei. Bis 2003 war die Anton Chekhov das Flaggschiff der Jenissei-Flotte auf der Strecke Krasnojarsk – Dikson. Sie wurde nach der Überführung in den europäischen Teil Russlands im Oktober 2003 noch zusätzlich umgebaut. 2011–2012 wurde sie gemäß Fahrplan auf der Strecke Moskau – Uglitsch – Jaroslawl – Nischni Nowgorod – Kosmodemjansk – Tscheboksary – Kasan – Samara – Saratow – Wolgograd – Astrachan – Wolgograd – Starotscherkasskaja – Rostow am Don eingesetzt.

## Ausstattung
Alle komfortablen 1-, 2- und 3-Bett-Kabinen sind ausgestattet mit Klimaanlage, Kühlschrank, Dusche und WC, 220-V-Anschluss und haben große Fenster.
An Bord befinden sich u. a. ein Restaurant, zwei Bars, ein Kiosk, ein Konferenzsaal, Musik- und Fernsehsalon, ein Telefon für internationale Verbindungen, Solarium, Sauna, Swimming-Pool und Fitnessraum.